# Marc de Jonge
Marc Louis Maxime de Jonge (* 16. Februar 1949 in Nancy; † 10. März 1996 in Paris) war ein französischer Filmschauspieler.

## Leben und Karriere
Marc Louis Maxime de Jonge studierte zunächst Rechtswissenschaften, belegte aber auch Kurse am Konservatorium für Schauspielkunst seiner Heimatstadt Nancy. Erstmals trat er in Paris im Folies Bergère in dem Stück Les Fruits d'or von Nathalie Sarraute auf. Auch in Il pleut sur le bitume, nach James Hadley Chase, unter der Regie von Stéphan Meldegg, war Jonge zu sehen.
Sein Filmdebüt gab er in Claude Bernard-Auberts L’Aigle et la colombe, der 1977 veröffentlicht wurde. Von da an war er regelmäßig in Nebenrollen auf der Leinwand zu sehen. Er trat 1981 in Le cimetière des voitures auf und spielte einen homosexuellen Friseur in Mon curé chez les nudistes mit Paul Préboist. 1983 war er als gewalttätiger Rowdy in Jean-Claude Missiaens Ronde de nuit mit Gérard Lanvin und Eddy Mitchell in den Hauptrollen zu sehen, danach als Handlanger von Bernard-Pierre Donnadieu in Gilles Béhats Rue Barbare. 1987 spielte Jonge in dem berühmten Steven-Spielberg-Film Das Reich der Sonne und 1988 den herzlosen sowjetischen Oberst Zaysen in dem US-amerikanischen Action-Kriegsfilm Rambo III an der Seite von Sylvester Stallone. Seine Hollywood-Karriere endete mit Samuel Fullers No Way Back, in dem er einen Kleinkriminellen spielte. De Jonge hat vor der Kamera im In- und Ausland viel gedreht. Er war in über 50 Filmen zu sehen, meist Produktionen aus Frankreich.
Mit einer humorvollen Werbung für Boursin-Käse wurde Marc de Jonge recht populär und gewann sogar einen Preis.
Marc de Jonge heiratete am 23. April 1977 Rebecca Potok, mit der er bis zu seinem Tod verheiratet war.

## Tod
De Jonge vergaß am 6. März 1996 die Schlüssel zu seinem Pariser Haus und beschloss daraufhin, das Gebäude zu erklimmen, um in seine Wohnung zu gelangen. Als er im zweiten Stock ankam, rutschte er aus und erlitt bei dem Sturz tödliche Verletzungen. Er wurde 47 Jahre alt.

## Filmografie (Auswahl)
- 1977: LAigle et la Colombe
- 1978: Et vive la liberté!
- 1978: Guerres civiles en France – Les commissaire alliés (segment „Premier empire“)
- 1979: Je vous ferai aimer la vie
- 1979: Au bout du bout du banc
- 1980: La bande du Rex
- 1981: La Flambeuse
- 1982: Les jocondes
- 1982: Mon Curé Chez les Nudistes
- 1983: Rock n Torah
- 1984: Rue barbare
- 1984: Ronde de nuit
- 1984: Les Brésiliennes du bois de Boulogne
- 1984: Rive droite, rive gauche
- 1986: Flagrant désir
- 1986: La Femme secrète
- 1986: Känguruh Komplex – Der Mann mit dem Babytick (Le complexe du kangourou)
- 1987: Das Reich der Sonne (Empire of the Sun)
- 1987: Brennender Sommer (De guerre lasse)
- 1987: François Villon
- 1988: Rambo III
- 1989: Die Französische Revolution (La Révolution française)
- 1989: Straße ohne Wiederkehr (Street of No Return)
- 1989: Tolérance
- 1990: Présumé dangereux
- 1991: Geliebte Milena (Milena)
- 1991: Operation Corned Beef (L’Opération Corned-Beef)
- 1991: Génération oxygène
- 1991: Le Secret de Sarah Tombelaine
- 1992: Obiettivo indiscreto
- 1993: Pas damour sans amour
- 1994: Die Racher der Blonden (La Vengeance d’une blonde)
- 1994: La Cité de la peur
- 1994: Laffaire
- 1994: Killer Kid
- 1994: Kommissar Moulin (Commissaire Moulin, Fernsehserie, 1 Folge)
- 1994: Prinzessin Fantaghirò (Fantaghirò, Teile 7 und 8)
- 1994: Un indien dans la ville
- 1995: Ainsi soient-elles
- 1995: Marie de Nazareth
- 1995: Julie Lescaut (Fernsehserie, 1 Folge)
- 1995: Inner City